# Parviturbo weberi
Parviturbo weberi är en snäckart som beskrevs av Henry Augustus Pilsbry och McGinty 1945. Parviturbo weberi ingår i släktet Parviturbo och familjen Skeneidae. Inga underarter finns listade i Catalogue of Life.